# 名探偵夢水清志郎事件ノート
『名探偵夢水清志郎事件ノート』（めいたんていゆめみずきよしろうじけんノート）は、講談社青い鳥文庫より刊行されている、はやみねかおるによる推理小説シリーズ。1994年から2009年までの15年にわたって刊行された。シリーズ累計360万部突破している。また、文庫版が講談社文庫から順次刊行されている。
2011年より『名探偵夢水清志郎の事件簿』の名称でセカンドシーズンが開始された。
1999年にNHK教育テレビの『ドラマ愛の詩』枠で『双子探偵』としてドラマ化。また、講談社と星海社より漫画化されている。

## 概要
背表紙に書かれている対象年齢は「小学上級から」とされており、漢字にルビが振ってあり子供にも読みやすい本になっている。作品の特徴としては、ほぼ全編にわたって物語内での時系列において殺人事件が起こらないことがあげられる。
セカンドシーズン第一作では、神隠島のその後を描く予定とのことであった。実際にはファーストシーズンの「一人称三姉妹」ではない人物（小学6年生女児）が語りを務め、神隠島も話題に上がることはなかった。

## ストーリー
4月1日、エイプリルフール。中学1年生・岩崎亜衣の家の隣にある、「幽霊屋敷」と呼ばれる古い洋館に新しい住民が引っ越してきた。亜衣はどんな人物が越してきたのかを確かめるため、引っ越し祝いの品を持参して洋館への潜入を試みる。それが自称名探偵・夢水清志郎との出会いだった。主人公の亜衣と、三つ子の姉妹である真衣、美衣は、「教授」こと名探偵夢水清志郎と共に数々の事件へと立ち向かっていく。

## 登場人物
声優は「名探偵夢水清志郎事件ノート 番外編 天象館（プラネタリウム）の謎」でのもの。

### 本編
夢水 清志郎（ゆめみず きよしろう）
声 - 鳥海浩輔
本作の主人公。自称名探偵。
岩崎三姉妹の家の隣の洋館に、三姉妹が中学一年生時の4月1日に引っ越してきた。大の自信家だが、実際に数々の事件を解決している。「名探偵 夢水清志郎」と書かれた自作の名刺を持ち歩いている。探偵の美学を持っており、名探偵の仕事は事件を解決するのではなく、「みんなが幸せになるように事件を解決すること」と考えている。
探偵としては一流でも一般的な常識や記憶力は持ち合わせておらず、自分の年齢、生年月日、過去に解決した事件など、覚えていないことが殆どである。大食漢であるが、何日間も食事を忘れて本を読み続けることあり、「ゴキブリ並」と言われるほどの生命力を持つ。常識・記憶・生命力の観点から、岩崎三姉妹から「社会生活不適応者」と思われている。人生には面白い推理小説とそれを寝転んで読むためのソファしかいらないと考えており、ほとんど本屋とコンビニぐらいしか外出しない。洋館には大量の本とソファしか無く、家具らしい家具はほとんど無い。「チョージ」「ジャック」と名付けた外国から取り寄せたナイフとフォークや、輪島塗のお箸を所有している。年齢は不明だが、精神年齢は3歳程度と評される。
190cm近い長身でかなりのやせ型。岩崎亜衣曰く「針金細工の人形」。黒いサングラスと黒の背広がトレードマーク。本人は何着も同じ背広を持っていると言っているが、おそらく全て同じもの。身なりには無頓智だが、何故かゴジラの着ぐるみやパーティーグッズは持っている。
元M大学論理学教授であることから、岩崎三姉妹からは「教授」と呼ばれている。姉妹達の部屋と自分の洋館の部屋に直通している糸電話があり、それを通じて姉妹たちと連絡をとっている。たまにせこい手を使って電話料金を取ろうとしている。
名前の由来は、作者・はやみねかおるの夢の中に「夢水清志郎」が登場し、自ら名乗ったことから。

#### 岩崎家
岩崎 亜衣（いわさき あい）
声 - 藤田咲
本シリーズの主な語り手。岩崎家の三つ子の長女。夢水清志郎の越してきた洋館の隣に住んでいる。自称、教授の飼育係。性格は少し心配性だといわれる程しっかりとしていて、姉妹としての決定は大抵彼女が行う。
推理小説が大好きで、第2回以降の江戸川乱歩賞受賞作品をすべて諳んじている程。本を沢山所持しており、持っている本でバリケードを作ることができるほど。学校では文芸部に所属し、読むだけでなく自身も小説を書いており、江戸川乱歩賞を狙っている。中学3年生の時には文芸部の部長を務めている。最終作では本格的に小説家を目指すようになる。
容姿は黒髪のセミロング（髪の色と長さは三姉妹ともほぼ同じ）。周りの者からは可愛いと評価されるらしく、真衣や美衣と共に、虹北学園でも有名な美人三姉妹とされている。数々の男子からラブレターを貰っているらしく、中井麗一からも好意を寄せられている。しかし、中井麗一からのデートの誘いに気付かないなど、恋愛には鈍感。学園では1年10組、2年4組、3年4組で、いずれも中井麗一と同じクラスである。中井麗一からもらった50円玉の首飾りを大事に身につけている。
視力は良く両眼とも2.0（これは麗一も同じである）。運動神経は普通だが、経験により事件の時の反応はすばやい。数学と美術が得意。たこ焼きが好きで、ゴキブリと怖い話が苦手。名前の由来は英語の「I」。
漫画版ではオレンジに近い茶髪のセミショートになっている。原作に比べてさらに鈍感。両親以外に三姉妹を見分けられる人物が今までいなかったことであまり人に心を開けずにいたが、教授には初対面で三つ子であることを見抜かれた。自分を自分だと分かってくれる教授と行動を共にするうちに、恋心を抱き始めているような描写がある。その一方で、中井麗一からの好意にも揺れている。
岩崎 真衣（いわさき まい）
声 - 浅川悠
三つ子の次女。自称、教授の保護者。
さっぱりした性格で少々がさつな面もある。髪型はポニーテール。近視であり、コンタクトレンズをしている。
体を動かすことが大好きで、学校では陸上部に所属し、自宅にもトレーニング用品がある。いくつかの高校から陸上部にスカウトされたが「スカウトで高校へ行ったら期待に応えなきゃいけない」と、強豪校からの誘いを全て断っている。名前の由来は英語の「My」。
漫画版では髪をアップでひとつ結びしていることが多く、かなり口調が悪い。シリーズゲストキャラクターに一目惚れしては玉砕するエピソードが多い。
岩崎 美衣（いわさき みい）
声 - 下田麻美
三つ子の末っ子。自称、教授のしつけ係。
甘えん坊でオシャレ好き。教授の影響を一番受けやすい天然ボケな性格。学校では星占い同好会に所属している。3人の中では唯一の左利き。極度の運動音痴で、「運動神経を全部真衣にとられた」と亜衣に思われている。
新聞フリークで、趣味は気に入った記事をスクラップすること。3人の趣味の中では一番変な趣味だと思われている。日本の新聞数紙以外にも英語、フランス語の新聞も読んでいる。リスニングも得意で、作中では亜衣と真衣に外国語の会話を通訳する場面もある。しかし、何故か英語の成績は二人と変わらない。2学年下の一ノ瀬匠から好意を持たれている。高校進学の際には推薦入試でいち早く合格した。名前の由来は英語の「Me」。
漫画版では髪にゆるいパーマがかかっている。また、新聞ではなくオシャレ雑誌を読んでいることになっている。英語やフランス語が得意な設定は変わっていないが、外国のブランドがお気に入りなため自然に覚えたということになっている。
岩崎 羽衣（いわさき うい）
岩崎三姉妹の母親。年齢は35歳（三姉妹の中学1年時）。
何事にも寛大な日本のお母さん。教授の食事の世話などをよくしている為、怖いもの知らずである教授が頭の上がらない唯一の相手である。彼女のカレーはとても美味しいらしく、忘れっぽい教授ですら夕飯がカレーの日は早く帰ろうとする。趣味は読書とラジオ体操、新聞のスクラップ。新聞のスクラップの量は本人曰く、美衣のものとは年季が違うそう。名前の由来は英語の「We」。
岩崎 一太郎（いわさき いちたろう）
岩崎一家の主人。「72時間働けますか」がスローガンの商社の社員。
仕事が非常に忙しく、本編では滅多に登場しない。そのため、性格や容姿などはほぼ不明。休暇をとると娘達を置いて羽衣と旅行に行くことが多い。
岩崎 マイン（いわさき　まいん）
亜衣の従妹で、美緒の同級生。亜衣の影響を受けて小説好きになった。廃部になった文芸部を立て直した。名前の由来は英語の「mine」。
母は、イギリス人。父が日本人。
性格は凶暴である。

#### 虹北学園
亜衣たちが通う中学校。数々の伝説がある。

##### 文芸部（ぶんげいぶ）
虹北学園にあり、亜衣が所属するクラブ。
中井 麗一（なかい れいいち）
亜衣の同級生。通称、レーチ（由来は「零知（知性がゼロ）」）。夢水清志郎を尊敬し、自ら夢水の第一助手と名乗る。しかし、夢水清志郎本人には「きみはレーチくんじゃない」と無茶苦茶な批評をされる。
性格はずぼらで、かなりの長髪という校則違反もしている他、昼は屋上で寝ていることなどから、亜衣を始めとする女子からは「野蛮人」とも呼ばれる。学業の成績は良くないが、頭が悪いわけではなく、こと奇妙な事件に対する時は頭脳明晰と言われる。身長は標準より低めで、1年生の時は岩崎亜衣の方が10cm程高かったが、3年生時には亜衣との身長差はほぼなくなった。身長の話題に敏感である。長髪を輪ゴムでくくっている。1年生の時の学園祭で髪を一度切っている。
岩崎亜衣に対して好意を抱いている。本の登場人物紹介に「亜衣の彼氏」と書かれているが、これについて、亜衣は肯定も否定もしていない。クラブ活動も亜衣と同じ文芸部で、詩人を称しているが、作品を書いたことは一度もない。(『人形は笑わない』では映画を作成する際の台本を書いている)文芸部後輩の水野千秋に好かれている。
3年生になると、亜衣、麗一の他に部内に最上級生がいないため、副部長に就いた。最終作では長髪と推理力を利用してフランスの高校に合格し、探偵としての力を磨くため留学する。
『名探偵と封じられた秘宝』ではフランス留学の後日談が語られており、ウェドラゴというブルキナファソ出身の友人ができている。
漫画版では長髪ではなく短髪で、かつ金髪になっており、常にヘッドホンを身につけている。身長も亜衣より高くかなりの美少年で、真衣と美衣曰く「もてるらしい」。教授を尊敬している描写はなく、むしろライバルとして敵視している描写が目立つ。
大江戸編では、長崎の若い岡っ引きとして登場している。
作者によると、当初は『亡霊は夜歩く』の一発キャラのつもりで作っていたが、いつに間にかレギュラーになっていたという。
渡辺（わたなべ）
亜衣たちが1年生時の文芸部部長。普段は物静かな文学少女なのだが、締め切りが近づくと、鬼のように厳しくなる。
片桐（かたぎり）
文芸部員で、3年時には部長となる。亜衣たちの1学年上。通称「カマキリ部長」。
純文学志向。麗一とは犬猿の仲で、「カマキリ」と言われている。
水野 千秋（みずの ちあき）
文芸部員。亜衣たちの1学年下。虹彩寺の住職・水野一人（みずの いっと）の一人娘。
麗一のことを慕う。美人・成績優秀で性格もよい。
森川 美琴（もりかわ みこと）
文芸部員。亜衣たちの1学年下。
母はお琴の先生で、父はコンピュータプログラマー。普段はきゃぴきゃぴとした現代っ子だが、パソコンの前に座ると人格が変わり、冷徹な研究員のような口調になる。
一ノ瀬 匠（いちのせ たくみ）
文芸部員。亜衣たちの2学年下。編み物同好会「あみあみ」にも入っている。
剣道部員全員を編み棒一本で倒せる実力者。真衣も「あの腕なら全国を狙える」と言っており、刃物を使わずともそれなりに物を切れる。美衣のことを好きになってからは、サクセス塾から美衣達が帰ってくるのを自販機の裏に隠れて見守る等、ストーカー的な行動をしている（しかし、本人は自覚していない）。

##### その他の生徒・教師
真木 恭子（まき きょうこ）
虹北学園中の数学教師。虹北学園のOG。
実家は虹北商店街のラーメン屋「マッキーのお店」。生徒の校則違反には厳しいが、実は生徒思い。

染井 芳野 (そめい よしの）
虹北学園の元生徒。
真木恭子の親友だったが、2年生の時、校則違反の濡れ衣を着せられて自殺した。
文芸部所属で、生前はとても面白い小説を書くと評判だった。
土屋 正（つちや ただし）
質実剛健を絵に描いて額に入れて博物館入りさせたような虹北学園の校長先生。
虹北学園の卒業生で、かなりの悪ガキだったらしい。
前川（まえかわ）
亜衣たちの1年生の時の担任。亜衣たちが1年生の時停職になる。
年配の優しい先生だが、昔は生徒指導の厳しい先生だった。
木下（きのした）
亜衣たちが3年生時の担任。
美術の先生でなかなかノリがいい。いつもはくたびれた背広を着ている。
片桐弟（かたぎりおとうと）
片桐の弟（2学年下）。「影の卒業生を送る会」実行委員長。
麗一には「カマキリ弟」と呼ばれる。
歌枕 真一（かつらぎ しんいち）
まくら投げ協会（PTA）の会長。
最終巻でアメリカに留学した。
川口 敏弘（かわぐち としひろ）
未確認生物捕獲隊の隊長。
卒業したあと、冒険家になった。
玉井 (たまい）
生徒会会計の小柄な少女で丸い眼鏡をかけている。
常に笑顔で口調もやさしいのだが、麗一には厳しい。

#### その他
伊藤 真理（いとう まり）
女性雑誌「セ・シーマ」のタフな編集者。「セ・シーマ」での企画「名探偵夢水清志郎の謎解き紀行」は読者に受けているらしい（しかし、その実態は「食いしん坊夢水清志郎の食い倒れ紀行」となっている）。
関西弁の女性。髪型は黒髪のショートボブで、眼鏡をかけているが実は伊達眼鏡である。20代半ばらしいが、女子大生に見られるほど若く見える。岩崎一太郎と同様「72時間働けますか？」がスローガンで、3日間まったく休憩をせずに働くこともある。車のハンドル操作技術は高いが、決して安全運転とは言えず、視界の悪い雪道でさえスピードメーターが振り切るほどのスピードを出す。
愛車は「ポチ一号」（スズキ・アルトワークスにエンジン改造を加えた車）だったが、その後「ポチアマゾン」（トヨタ・ファンカーゴ）に乗り換えた。取材用バス「ポチV3」もあり、どの車でも尋常ではないスピードを出す。また、愛用のノートパソコンには「サイクロン1号」と名付けており、相当の改造を施していることから、機械の扱いにはかなり手慣れているようである。

漫画版では原作よりも年齢設定が若くなっており、髪型はショートカット。亜衣からは教授に恋愛感情があるのではと密かに疑われており、亜衣に自覚はないがライバル視されている描写がある。
大江戸編では「ぽち1号」という馬にまたがり、混雑する花見客の間を猛スピードで走っていた。その後明治時代には「ぽち1号」の子供の「ぽち2号」という馬を持ち、新聞社を建てた。
上越警部（じょうえつ けいぶ ）
夢水や三つ子と親しい、人情味のある小太りな中年警部。
当初は夢水のことを嫌っていたが、事件解決後は推理力を高く評価し、のちに警察に解けないような不可解な事件を持ち込んでくるようになる。
年齢は50歳前後、小太りな体型で髪が薄い。所属している特別捜査課の仕事は多忙なため、妻子とのんびり休日を過ごすことを何よりの楽しみにしている。ウインクが下手で、両目をつぶってしまう。
怪盗クイーンとも何度か関わっていて、岩清水刑事に変装したジョーカーを見破ったことがある。
漫画版では年齢が30歳前後で、体型もかなりスマートになっている。夢水の推理の穴を指摘するなど、原作以上に有能な描写も見られる。
岩清水刑事（いわしみず けいじ）
上越警部の部下で、おしゃれでちょっとアブナイ刑事。教授とは仲が悪い。アルマーニのスーツを着用している事が多く、腕時計はロレックス。
仕事熱心ではあるが、情熱が空回りすることが多く、すぐ拳銃を抜く、手錠をちらつかせるなどの大げさな行為も目立つ。実力も平均以下だが、本人は自信過剰かつ想像力豊富で、気づいていない。
一度怪盗クイーンの飛行船トルバドゥールにさらわれた経験がある（ジョーカーが岩清水刑事に変装する必要があったため）。そこでRDから接待され、おでん等を振舞われた後、夜には無事家に戻された。家に戻る際も「怪盗クイーンの隠れ家から脱出した」と、自分の都合の良いように表現した。
漫画版では外見がかなり個性的になっており、一見刑事には見えないほど派手。
伯爵
オムラ・アミューズメント・パークにいる謎の人物。『そして五人がいなくなる』では四人の子供を誘拐した。『踊る夜光怪人』では直接は登場しないが、夏祭りで夜光怪人騒動を引き起こす。『卒業 〜開かずの教室を開けるとき〜』で再登場し、夢見ことO・スージー・ノウエンと夢水・岩崎三姉妹を引き合わせた。

#### ゲストキャラクター

##### 機巧館のかぞえ唄
赤ん坊
『機巧館のかぞえ唄』に登場したゲストキャラクター。名前は創人。
色々あって教授の元に預けられ、この赤ん坊を育てている間だけは教授も真人間となった。赤ん坊ながらも探偵としての才能を垣間見せている。
短編『後夜祭で、つかまえて』(『ダ・ヴィンチ』2010年7月号)では、高校生に成長した彼の活躍が見られる。

##### 卒業 〜開かずの教室を開けるとき〜
夢見 / O・スージー・ノウエン
土屋校長の同級生で、卒業式の夜に「夢見」を名乗り開かずの間に夢喰いを封印するも、密室となった開かずの間から消えてしまった。その後アメリカに渡りマジシャンになったが、伯爵の手引きで帰国し、夢水・岩崎三姉妹の前に姿を見せる。
ユーリ・ローストン
卒業まで残り3ヶ月の3年三学期に転入してきた季節外れの転入生で、O・スージー・ノウエンの孫。実は片桐弟の手引きで呼び寄せられ、再度開かずの間の夢喰いを封印した。

### 大江戸編
主に江戸時代が舞台となった「ギヤマン壷の謎」「徳利長屋の怪」「ハワイ幽霊城の謎」のにのみ登場する人物。
夢水清志郎左右衛門（ゆめみず きよしろうざえもん）
夢水清志郎の先祖とされている。
イギリスでジョセフ・ベルという人物から、教授になれると言われたことを岩崎三姉妹に話したため「教授」と呼ばれている。
大江戸編の後フランスに渡り、村で起こっていた怪現象の謎を解いて「知」と呼ばれるようになる（「食欲魔神」とも呼ばれたらしい）。その後、北のほうにもっと美味しい物があると聞いて、イギリスに旅立った。詳しくは虹北恭助シリーズ参照。
中村 巧之介（なかむら たくみのすけ）
超古流剣術「天真流」の使い手。
絵者らと共に三つ子（亜衣・真衣・美衣）の長屋に住む。見た目はやせて不健康そう。かなりの蕎麦好きで、蕎麦のために命をかける程である。怒ると周りが見えなくなる。
江戸城お庭番衆の生き残り（後述）と対決する。江戸城無血開城の後は清志郎左右衛門と共に旅することになり、ハワイ編にも登場する。
絵者（えしゃ）
三つ子の長屋に住んでいる風変わりな絵描き。
「徳利鳩（とっくりはと=トリックアート）」を用いる。三つ子の見分けがつかないため、一人のときは「小娘」、3人でいるときは「小娘ども」と呼んでいる。絵はとても上手で、絵者が描いた江戸城は本物と見違えるくらいなのだが、絵の中に人間は描かない。
かつてフランスにいたが、革命軍の流れ弾によって妻と息子を亡くした。以来人を信用しなくなり、世間の流れなど気にしていなかったが、旧幕府軍と新政府軍が戦争すると知って夢水らに協力する。
ゐつ
巧之介と同じ見せ物小屋で働く軽業師。藍色の髪と目を持つ。宝（後述）から教わった為天真流も少し使える。
大入道事件の時、教授に「屋根を塗り替えさせる」ということを頼まれて知り合いとなった。また、「怪盗九印」の異名を名乗って予告状を出して盗まれた人にとって不必要な物ばかりを盗んでいたが、夢水清志郎左右衛門に正体を見破られる。
実はフランス人で、かつて父と共にフランスを捨てて日本に来たが、地震によって生き別れになってしまった。後にフランスに渡って「風」と呼ばれた後、「武」と結婚していつのまにかフランスを去ったらしい。巧之介やゐつの子孫とおぼしき人物が幾人か、本シリーズや怪盗クイーンシリーズ、虹北恭助シリーズに登場している。
宝（たから）
巧之介やゐつの見せ物小屋の持ち主で、温厚な老人。元お庭番の頭。
亜朱（あっしゅ）、柴（しば）
亜朱は寺鰤座の看板役者。柴はその仲間で、「闇の天真流」に精通する人物。
謎の多い2人であるが、正体は江戸城に残った「江戸城お庭番衆」。亜朱は相手のつぼに正確に針を打ち込んで殺すという技を持ち、柴は宝によって「闇の天真流」を教えられ育てられた。巧之介に敗れ、宝に諭されてお庭番衆を辞める。

### ハワイ幽霊城の謎
ハワイを舞台にした番外編「ハワイ編」に登場する人物。

#### 現代
アロハ右京山田（－うきょうやまだ）
巨大総合企業、山田コンツェルン総帥で、50歳くらいの小太りの男性。
アロハタロウ山田（－やまだ）
右京の息子で山田コンツェルン次期総帥。25歳くらいの、背の高い男性。
アロハ左京山田（－さきょうやまだ）
右京の双子の兄。45年前に幽霊にさらわれた。
アロハ京太郎山田（－きょうたろうやまだ）
右京と左京の父親。アロハ山田家の住む城を造ったのは彼。
7年前、幽霊にさらわれた。
金田ファースト（かねだ－）
山田家に50年住んでいる居候で、もじゃもじゃ頭の老人。
夢水に「名探偵」と呼ばれた。
サイ警部（－けいぶ）
ハワイ警察の警部。短気ですぐに拳銃を抜く。
ドンゴ公爵（－こうしゃく）
フランスから山田家の城を買いにきているフランス貴族。
日本のことわざや言い回しを「東洋の神秘」と表現する。
ポーリーヌ
ドンゴ公爵の秘書。謎の人物。

#### 過去
山田 仙太郎（やまだ せんたろう）
山田家の始祖。ハワイへの日系移民で、日本にいた時は、武士をしていた。
フランスと間違えてハワイにやって来た清志郎左右衛門と巧之介に出会う。
山田 亜和(やまだ あわ）
仙太郎の一人娘。清志郎左右衛門とよく喧嘩するが、仲がいい。
カフナカウラ
ハワイの呪術師。仙太郎たちと敵対する。

### 名探偵夢水清志郎の事件簿
宮里伊緒（みやざと いお）
セカンドシリーズの語り手で、名探偵を目指す小学六年生の少女。
活発で行動的な少女だが人前では猫を被り、おしとやかな大和撫子で通している。
それは、祖父の武伊から宮里流体術の稽古と、大和撫子であれという教育を受けているため。
芯は強く、正義感の持ち主。
宮里美緒（みやざと みお）
伊緒の妹で小学二年生。
猫を被る伊緒の活発な正体を知っている。
年相応に元気な少女で、仕事の都合で海外にいる両親から携帯電話にときどきかかってくる電話を楽しみにしている。
中島ルイ（なかじま るい）
人気子役タレント。
小学六年生で、ジャパンテレビの映像監督中島均の娘（養子）。
紆余曲折の末、宮里家に住み、伊緒たちの小学校に転校してくることになる。
父のようになることが夢。
宮里武伊
伊緒と美緒の祖父。
宮里流体術の師範で、警察に体術を教えに行ったほどの腕前。
孫たちを地上最強にすることと、大和撫子にすることを夢見ている。
そのため、伊緒たちに宮里流体術の稽古と、大和撫子としての教育をしている。
厳しい面もあるが、孫たちの良き理解者でもある。
中島均（なかじま ひとし）
中島ルイの父。
映画監督をしているが、じつは幻影師。夢水から幻影師として認められている。
入江拓郎（いりえ たくろう）
通称「タクロー」。いつも一人で、アウトローのイメージがある。
前髪はボサボサで背は高い。
坪井みやび（つぼい みやび）
クラスでは「お局様」と呼ばれている。学級委員で成績は優秀。父は篠田建設の重役。
篠田光（しのだ ひかる）
篠田建設社長の息子。学級委員で背が高い。
双子の妹の美千留がいたのだが、事故で川に流されて死亡した。しかし真相は逆で、流されたのは光の方であり、彼女は光ではなく美千留である。しかし父の命令で光を演じている。
斑鳩めぐる（いかるが めぐる）
あだ名は「イルカ」。女子からの人気があるが、伊緒からはチャラチャラしたところに苦手意識を持たれている。
キザで、よくポーズをきめる。ルイを何とか振り向かせようと必死になっている。

### 大学編
風街 美里（かざまち みさと）
夢水が顧問を務める「M大学探偵同好会」の部長。
大学2年の時、N県青零湖で起きた嵐の中の密室殺人である湖畔荘事件に、4年生では神隠島事件に巻き込まれる。元祖・夢水清志郎の観察日記製作者で、夢水の初恋を聞き出した張本人。空手が得意。
なお、彼女は小学校教師となって、他のはやみね作品（虹北恭助シリーズ、『バイバイ スクール』）にも登場している。
勇嶺 美奈湖（はやみね みなこ）
M大学探偵同好会の副部長にして、歴代2人目の部員。美里の3学年下で、美里の4年生時に入部。
勇嶺家は典型的な男系家族であり、美奈湖は6代目にして初めて生まれた女性。年の離れた3人の兄がいる。男女7歳にして席を同じゅうせず、という超明治的な教育によって、現代の大和撫子へと成長した。美里曰く「美人というより、可愛いという顔」。京風の石狩鍋を作れる唯一の人物。
乾学長(いぬいがくちょう）
M大学の学長。夢水ととても仲が悪く、「笛吹き男とサクセス塾の秘密」で夢水のM大学在籍証明を取り寄せた際には「二度とM大学に関わるな！」とメッセージを同封してきた。
彼が探偵同好会の予算を減らしたときは、怒った夢水に学長室の窓から放り出された（幸いなことに、学長室は一階だった）。夢水曰く「助平親父」。

## 作品一覧

### 名探偵夢水清志郎事件ノート
1. そして五人がいなくなる（1994年、文庫：2006年）
2. 亡霊（ゴースト）は夜歩く（1994年、文庫：2007年）
3. 消える総生島（1995年、文庫：2007年）
4. 魔女の隠れ里（1996年、文庫：2008年） - 文庫版では「未解決の謎」が追加された。
5. 踊る夜光怪人（1997年、文庫：2008年）
6. 機巧館のかぞえ唄（1998年、文庫：2009年）
7. 人形は笑わない（2001年）
8. 『ミステリーの館』へ、ようこそ（2002年）
9. あやかし修学旅行 鵺のなく夜（2003年）
10. 笛吹き男とサクセス塾の秘密（2004年）
11. ハワイ幽霊城の謎（2006年）
12. 卒業 〜開かずの教室を開けるとき〜（2009年）

### 名探偵夢水清志郎の事件簿
1. 名探偵VS.怪人幻影師（2011年）
2. 名探偵VS.学校の七不思議（2012年）
3. 名探偵と封じられた秘宝（2014年）

### 外伝
- ギヤマン壺の謎（1999年、文庫：2009年）
- いつも心に好奇心（ミステリー）!（2000年 ISBN 978-4-06-210410-4） - 青い鳥文庫20周年記念企画として刊行された。松原秀行との競作作品
- 徳利長屋の怪（1999年、文庫：2010年）
- オリエント急行とパンドラの匣（ケース）（2005年） - 怪盗クイーンシリーズとのコラボレーション作品
- ハワイ幽霊城の謎（2006年）

### 青い鳥おもしろランド
- 夢水清志郎に挑戦! 名探偵ものしりクイズ
- 夢水清志郎に挑戦! 名探偵ものしりクイズ超（ハイパー）
- 夢水清志郎に挑戦! 名探偵ものしりクイズ極（ウルトラ）

### 未刊行作品
- 神隠島（かみかくしま）
- 教授の初恋
- 魔女の隠れ里 未解決の謎
- 夢水清志郎の事件簿

## 漫画

### えぬえけい版
『なかよしラブリー』（『なかよし』増刊）に連載された。2009年、第33回講談社漫画賞児童部門を受賞。
- はやみねかおる（原作）・えぬえけい（作画）、講談社〈KCデラックス〉、既刊13巻（2013年3月現在）

1. 名探偵夢水清志郎事件ノート（1）そして五人がいなくなる （2004年12月14日初版 ISBN 4-06-334953-5）
2. 名探偵夢水清志郎事件ノート（2）魔女の隠れ里 （2005年4月27日初版 ISBN 4-06-372006-3）
3. 名探偵夢水清志郎事件ノート（3）亡霊は夜歩く （2005年11月4日初版 ISBN 4-06-372093-4）
4. 名探偵夢水清志郎事件ノート（4）消える総生島 （2006年4月28日初版 ISBN 4-06-372148-5）
5. 名探偵夢水清志郎事件ノート（5）踊る夜光怪人 （2006年10月6日初版 ISBN 978-4-06-372208-6）
6. 名探偵夢水清志郎事件ノート（6）ギヤマン壺の謎 （2007年9月20日初版 ISBN 978-4-06-372342-7）
7. 名探偵夢水清志郎事件ノート（7）機巧館のかぞえ唄 （2007年12月28日初版 ISBN 978-4-06-375421-6）
8. 名探偵夢水清志郎事件ノート（8）徳利長屋の怪　（2008年10月6日初版 ISBN 978-4-06-375571-8）
9. 名探偵夢水清志郎事件ノート（9）ハワイ幽霊城の謎＜前編＞ （2009年11月6日初版 ISBN 978-4-06-375830-6）
10. 名探偵夢水清志郎事件ノート（10）ハワイ幽霊城の謎＜後編＞ （2010年9月6日初版 ISBN 978-4-06-375970-9）
11. 名探偵夢水清志郎事件ノート（11）人形は笑わない （2011年11月4日発売 ISBN 978-4-06-376166-5）
12. 名探偵夢水清志郎事件ノート（12）『ミステリーの館』へ、ようこそ＜前編＞ （2013年3月6日発売 ISBN 978-4-06-376790-2)
13. 名探偵夢水清志朗事件ノート（13）『ミステリーの館』へ、ようこそ＜後編＞ （2013年3月6日発売 ISBN 978-4-06-376791-9）

#### 原作との相違点（えぬえけい版）
登場人物のデザインや背景、小物などは全体的に現代化されている。それぞれの変更点は各登場人物の項を参照のこと。
- 登場人物の年齢が変更されている（伊藤さん、上越警部、『そして5人がいなくなる』の子供達など）。
- 原作では明かされなかった謎の真相が明かされている（『魔女の隠れ里』『機巧館のかぞえ唄』など）。
- 『機巧館のかぞえ唄』のパーティの主催者が、本格推理作家の老人から中年の女流漫画家に変更されている。
- 『ハワイ幽霊城の謎』で、中井麗一が亜衣に電話をする際、自宅の電話ではなく姉の携帯電話を使用している。
- 原作における怪盗クイーンシリーズの登場人物が会話・登場する描写はカットされている。

### 箸井地図版
『ファウスト』連載、ウェブサイト『最前線』連載中。
- はやみねかおる（原作）・箸井地図（作画）、講談社〈講談社BOX)

1. 名探偵夢水清志郎事件ノート そして五人がいなくなる （2008年1月4日初版 ISBN 978-4-06-283624-1）

- はやみねかおる（原作）・箸井地図（作画）、星海社COMICS

1. 名探偵 夢水清志郎事件ノート そして五人がいなくなる（2012年5月10日初版 ISBN 978-4-06-369504-5）
2. 名探偵 夢水清志郎事件ノート 亡霊は夜歩く（2012年7月10日初版 ISBN 978-4-06-369503-8）

## テレビドラマ
『双子探偵』（ふたごたんてい）の題名で、1999年7月から10月にかけてNHK教育テレビの『ドラマ愛の詩』枠でドラマ化された。主演は三倉茉奈・三倉佳奈。